# بيل هارمر
بيل هارمر هو سياسي كندي، ولد في 18 يناير 1937 في سانت جون في كندا. نشط حزبياً في الحزب التقدمي المحافظ في نيو برونزويك ‏. وقد انتخب عضو الجمعية التشريعية لنيو برونزويك ‏.